# Bill Hwang
Hwang Sung-kook, dit Bill Hwang, est un investisseur sud-coréen actif dans le quartier financier new-yorkais de Wall Street et fondateur d'Archegos Capital Management,. En avril 2021, le Wall Street Journal rapporte que Bill Hwang a perdu près de 20 milliards de dollars en l'espace de deux jours à la fin du mois de mars 2021, imposant des pertes importantes à ses banquiers Nomura et Crédit suisse. 

## Formation et vie privée
Bill Hwang est titulaire d'un diplôme en économie de l'UCLA et d'un MBA de l'Université Carnegie Mellon. 
Hwang est un chrétien fervent, son père était pasteur. 
Il est le cofondateur de la Grace and Mercy Foundation, une association caritative. En 2018, la fondation avait plus de 500 millions de dollars d'actifs. 
Hwang réside à Koreatown, quartier de Manhattan,  et à Tenafly dans le New Jersey.

## Carrière
Il a commencé sa carrière à la société aujourd'hui disparue Peregrine + Hyundai Securities, où il a rencontré Julian Robertson (en), l'un de ses clients. Bill est ensuite allé travailler pour la société Tiger Management (en) de Robertson. Robertson a fermé son fonds spéculatif en 2000, mais a remis à Hwang environ 25 millions de dollars pour lancer son propre fonds, Tiger (Asia) Management, qui a atteint plus de 5 milliards de dollars à son apogée. Les anciens protégés de Robertson sont connus sous le nom de Tiger Cubs, et Hwang était considéré comme l'un des plus performants d'entre eux. Tiger Management a subi de lourdes pertes lors de la crise financière mondiale de 2008.
En 2012, Tiger Management et Bill Hwang ont versé un règlement de 44 millions de dollars à la Securities and Exchange Commission des États-Unis concernant des délits d'initiés,.  
En 2014, Hwang a été interdit de trading à Hong Kong pour une durée de quatre ans. 
En novembre 2024, il est condamné aux USA à dix-huit ans de prison.

### Archegos Capital Management
En 2013, Bill Hwang a converti Tiger Asia Management en un family office, Archegos Capital Management, qui gérait  d'argent provenant de familles. En tant que family office, ils étaient moins réglementés qu'en tant que fonds spéculatifs. 
En mars 2021, les pertes d'Archegos Capital Management ont déclenché la liquidation de positions dont la valeur avoisinait les 30 milliards de dollars, entraînant des pertes substantielles pour Nomura et le Crédit Suisse,. 
Avant les pertes, on estimait que Bill Hwang jouissait d'une fortune comprise entre 10 et 15 milliards de dollars et que ses investissements avaient un effet de levier de 8,5:1.